# The Wish Fish
The Wish Fish ou Aquatales, No Brasil: O Peixe dos Desejos, é um filme de animação espanhol ou basco e indiano, dirigido por Gorka Vázquez e Ivan Oneka.
O filme foi indicado ao Prêmio Goya de Melhor de Filme de Animação.

## Sinopse
A mãe de Opil quer que ele tenha uma alimentação mais saudável e serve ao filho o peixe dos desejos. Sem saber, o menino faz um pedido para que todos os peixes desapareçam. O desejo vira realidade e agora Opil precisa salvar o planeta.

## Referência
The Wish Fish. no IMDb. 
1. ↑  «The Wish Fish». Prémios Goya